# Negatives
Pour plus de détails, voir Fiche technique et Distribution.
Negatives est un film britannique réalisé par Peter Medak, sorti en 1968.

## Fiche technique
- Titre : Negatives
- Réalisation : Peter Medak
- Scénario : Roger Lowry et Peter Everett (en) d'après le roman de ce dernier
- Photographie : Ken Hodges (en)
- Musique : Basil Kirchin (en)
- Pays d'origine : Royaume-Uni
- Genre : drame
- Durée : 98 minutes
- Date de sortie : 1968

## Distribution
- Peter McEnery : Theo
- Diane Cilento : Reingard
- Glenda Jackson : Vivien
- Billy Russell (en) : le vieil homme
- Norman Rossington : Commissaire-priseur
- Stephen Lewis (en) : le concessionnaire
- Maurice Denham : le père